# Bosc Estatal de Coma de Pontells
El Bosc Estatal de la Coma de Portells (en francès, oficialment, Forêt Domaniale de Coume-de-Ponteils) és un bosc del terme comunal de Censà, a la comarca del Conflent, de la Catalunya del Nord.
Està situat al nord del terme de Censà, a la Coma de Pontells, en el vessant sud-oest del Madres. Ocupa una superfície de 106.500 hectàrees.
El bosc està sotmès a una explotació gestionada per l'Office National des Forêts (ONF); el bosc és una propietat de l'estat francès, ja que procedeix d'antigues propietats reials. Dins d'aquest organisme té l'identificador F16291O.